# Восточная культура
Восток, восточная культура — обобщённое этнографическое и культурологическое понятие и представление (в литературоведении, искусствоведении и других дисциплинах), подразумевающее ряд характерных признаков, позволяющих соотносить его с социоэтнокультурным аспектом, имеющим принадлежность к данной части света (макрорегиону), что и даёт такого рода детерминацию. 
Однако к ориентализму относят, как известно, также проявления культуры, имеющей принадлежность ко всему обширному региону Северной Африки, в частности — к Магрибу.
Изучает восточную культуру востоковедение, именуемое также ориенталистикой, однако последнее в большей степени традиционно ассоциируют с тенденциями, стилями и другими особенностями в архитектуре, музыке, и искусстве, — собственно ориентализмом как искусствоведческой дисциплиной.